# Samsung Galaxy M13
El Samsung Galaxy M13 (también comercializado como Samsung Galaxy F13) es un teléfono inteligente fabricado por Samsung, parte de la serie Samsung Galaxy M (o F).

## Características

### Hardware
El Galaxy M13 es un smartphone con factor de forma de tipo slate, cuyas dimensiones son 165,4 × 76,9 × 8,4 mm, pesando 198 gramos.
El dispositivo tiene conectividad GSM, HSPA, LTE, Wi-Fi 802.11 a/b/g/n/ac de doble banda con Wi-Fi Direct y soporte para hotspot, Bluetooth 5.0 con A2DP y LE, GPS con A-GPS, BeiDou, GALILEO, GLONASS y QZSS, por NFC. Tiene un puerto USB-C 2.0 y una entrada jack de audio de 3,5 mm.
Cuenta con una pantalla táctil capacitiva tipo PLS LCD Infinity-V de 6,6 pulgadas en diagonal, esquinas redondeadas y resolución FHD + de 1080×2408 píxeles.
Tiene una batería de polímero de litio de 5000 mAh no extraíble por el usuario. Admite carga rápida adaptativa de 15 W.
El chipset es un Samsung Exynos 850 (8 núcleos a 2 GHz). Tiene una memoria interna del tipo eMMC 5.1 de 64 o 128 GB, mientras que la RAM, del tipo LPDDR4X, es de 4 GB.
La cámara trasera tiene un sensor principal de 50 megapíxeles, con apertura f/1.8, un ultra gran angular de 5 MP y un sensor de profundidad de 2 MP, está equipada con autofoco PDAF, modo HDR y flash LED, capaz de grabar video a 1080p a 30 cuadros por segundo, mientras que tiene una única cámara frontal de 8 MP con grabación máxima de video en 1080p @ 30 fps y soporte HDR.
El Galaxy F13 se diferencia en tamaño y peso (9,3 mm de grosor, 207 g) por tener una batería más grande, de 6000 mAh.
El 14 de julio de 2022 se presentó en India con un módulo de cámara sin marco y con una batería de 6000 mAh.

## Variantes

### Galaxy M13 5G
El Galaxy M13 5G es un smartphone con factor de forma tipo slate, cuyas dimensiones son 164,5 × 76,5 × 8,8 mm y pesa 195 gramos. Cuenta con una pantalla TFT Infinity-V de 6,5 pulgadas, resolución HD+ de 720 × 1600 píxeles, frecuencia de actualización de 90 Hz, batería de 5000 mAh, conjunto de chips MediaTek Dimensity 700 5G (MT6833) con CPU de ocho núcleos (2 núcleos a 2,2 GHz + 6 núcleos a 2 GHz), cámara trasera principal de 50 megapíxeles, con apertura f/1.8 y 2 MP para profundidad, y una cámara frontal de 5 MP f/2.0.

### Software
El sistema operativo utilizado es Android 12. Tiene la interfaz de usuario One UI Core 4.1.